# Федеріко Роман
Федеріко Роман (італ. Federico Roman, 29 липня 1952) — італійський вершник.
Олімпійський чемпіон 1980 року в індивідуальному триборстві, срібний призер 1980 року в командному триборстві, учасник 1976, 1992 років.